# Ромашкин, Андрей Владимирович
Ромашкин Андрей Владимирович (эрз. Йовлань Андю, родился 28 февраля 1983 года в р.п. Зубова Поляна) — художественный руководитель фольклорного ансамбля «Торама» (c 2002 г.), солист, скрипка. В ансамбле с 1990 года.

## Биография
Андрей Ромашкин по национальности эрзя. Свою жизнь он посвятил возрождению традиций народов Мордовии, собирая в российских деревнях фольклор мордовских народов и воссоздавая народные инструменты.
Его отец Владимир Иванович Ромашкин (эрз. Йовлань Оло); 06.09.1951 — 29.08.2002) был руководителем фольклорного ансамбля «Торама» (создан в 1990 году). В первый состав ансамбля входили только члены семьи (семейный ансамбль «Йовлат»): В. И. Ромашкин и его сыновья Виталий и Андрей Ромашкины.
С 1990 по 1998 год Андрей Ромашкин учился в средней школе № 41 города Саранск. После учился в музыкальном училище. Высшее образование получил в Мордовский государственный университет имени Н. П. Огарёва (Историко-социологический институт, кафедра психологии).